# Willian Vargas
Willian Andrés Vargas León (n. Guayaquil, Ecuador; 12 de junio de 1997) es un futbolista ecuatoriano. Juega de defensa y su equipo actual es Mazatlán Fútbol Club de la Primera División de México.

## Trayectoria

### Inicios
Sus inicios fueron en la filial de Barcelona Sporting Club, Toreros Fútbol Club, donde debutó en 2014 en el torneo provincial de Segunda Categoría del Guayas.

### Boca Juniors
Luego llegó a la Sub-20 de Boca Juniors de Argentina donde se terminó de formar futbolísticamente.

### Guayaquil City
En el 2018 retorna a Ecuador al ser fichado por el Guayaquil City donde juega hasta 2021, en esa temporada debutó en torneos internacionales en la Copa Sudamericana.

### Independiente del Valle
En diciembre de 2021 fue anunciado en Independiente del Valle.

## Selección nacional

### Categorías inferiores
Fue internacional con la selección de fútbol sub-20 de Ecuador desde el 2016 hasta el 2017. 
Disputó su primer partido en un encuentro amistoso ante Chile el 9 de noviembre de 2016, en aquel partido fue sustituido al minuto 15 y su selección terminó perdiendo 1-0. Después el 11 de noviembre del mismo año volvió a ser titular con el mismo rival, jugando todo el partido pero nuevamente terminaron perdiendo con un marcado de 2-0.
También participó en el Sudamericano Sub-20 de 2017 realizado en Ecuador, en aquel certamen jugó solo un partido que fue ante Brasil con el que terminaron perdiendo por 1-0, en aquel encuentro fue expulsado en el minuto 46 del primer tiempo por doble tarjeta amarilla, después no fue considerado para los siguientes encuentros. En aquel certamen su selección terminó siendo subcampeona tras perder la final ante Uruguay por 2-1.

#### Participaciones en Sudamericanos
| Campeonato                  | Sede    | Resultado  | Partidos | Goles |
| --------------------------- | ------- | ---------- | -------- | ----- |
| Sudamericano Sub-20 de 2017 | Ecuador | Subcampeón | 1        | 0     |

## Estadísticas

### Clubes
Actualizado al último partido jugado el 1 de noviembre de 2024.
| Club                              | Temporada     | Liga  | Liga  | Copas nacionales | Copas nacionales | Copas internacionales | Copas internacionales | Total | Total |
| Club                              | Temporada     | Part. | Goles | Part.            | Goles            | Part.                 | Goles                 | Part. | Goles |
| --------------------------------- | ------------- | ----- | ----- | ---------------- | ---------------- | --------------------- | --------------------- | ----- | ----- |
| Toreros F. C. · Ecuador           | 2014          | 4     | 0     | —                | —                | —                     | —                     | 4     | 0     |
| Toreros F. C. · Ecuador           | 2015          | 9     | 0     | —                | —                | —                     | —                     | 9     | 0     |
| Toreros F. C. · Ecuador           | Total club    | 13    | 0     | 0                | 0                | 0                     | 0                     | 13    | 0     |
| Boca Juniors Argentina            | 2016          | 0     | 0     | 0                | 0                | 0                     | 0                     | 0     | 0     |
| Boca Juniors Argentina            | 2017          | 0     | 0     | 0                | 0                | 0                     | 0                     | 0     | 0     |
| Boca Juniors Argentina            | Total club    | 0     | 0     | 0                | 0                | 0                     | 0                     | 0     | 0     |
| Guayaquil City · Ecuador          | 2018          | 39    | 1     | —                | —                | —                     | —                     | 39    | 1     |
| Guayaquil City · Ecuador          | 2019          | 0     | 0     | 2                | 0                | —                     | —                     | 2     | 0     |
| Guayaquil City · Ecuador          | 2020          | 20    | 0     | —                | —                | —                     | —                     | 20    | 0     |
| Guayaquil City · Ecuador          | 2021          | 30    | 1     | —                | —                | 1                     | 0                     | 31    | 1     |
| Independiente del Valle · Ecuador | 2022          | 19    | 0     | 6                | 0                | 6                     | 1                     | 31    | 1     |
| Independiente del Valle · Ecuador | Total club    | 19    | 0     | 6                | 0                | 6                     | 1                     | 31    | 1     |
| Guayaquil City · Ecuador          | 2023          | 29    | 1     | 0                | 0                | —                     | —                     | 29    | 1     |
| Guayaquil City · Ecuador          | Total club    | 118   | 3     | 2                | 0                | 1                     | 0                     | 121   | 3     |
| Barcelona S. C. · Ecuador         | 2024          | 8     | 0     | 0                | 0                | 3                     | 0                     | 11    | 0     |
| Barcelona S. C. · Ecuador         | Total club    | 8     | 0     | 0                | 0                | 3                     | 0                     | 11    | 0     |
| Mazatlán F. C. · México           | 2024-25       | 3     | 0     | —                | —                | 3                     | 0                     | 6     | 0     |
| Mazatlán F. C. · México           | Total club    | 3     | 0     | 0                | 0                | 3                     | 0                     | 6     | 0     |
| Total carrera                     | Total carrera | 161   | 3     | 8                | 0                | 13                    | 1                     | 182   | 4     |
| 1. 2.                             |               |       |       |                  |                  |                       |                       |       |       |

## Palmarés

### Campeonatos nacionales
| Título       | Club                    | Año  |
| ------------ | ----------------------- | ---- |
| Copa Ecuador | Independiente del Valle | 2022 |

### Campeonatos internacionales
| Título            | Club                    | Año  |
| ----------------- | ----------------------- | ---- |
| Copa Sudamericana | Independiente del Valle | 2022 |